# Minneapolis City Hall and Hennepin County Courthouse
Das Minneapolis City Hall and Hennepin County Courthouse ist ein 1888 errichtetes Gebäude in Minneapolis, das von Long and Kees entworfen wurde und sowohl von der Stadtverwaltung als auch durch den Hennepin County als Courthouse genutzt wird. Das Gebäude wurde seit seiner Entstehung zu unterschiedlichen Zwecken genutzt. Da allerdings die Countyverwaltung inzwischen mit dem Hennepin County Government Center an der Südseite der Government Plaza einen modernen Neubau bezogen hat, wird es nun überwiegend für städtische Belange genutzt. Es ist auch unter der Bezeichnung Municipal Building bekannt. Auch weiterhin gehört es der Stadt und dem County gemeinschaftlich. Es wurde am 4. Dezember 1974 in das National Register of Historic Places eingetragen.

## Architektur
Der Bau ersetzte ein früheres Gebäude, das zwischen 1873 und 1912 an der früheren Kreuzung zwischen den Hennepin Avenue und der Nicollet Avenue stand und durch den Gateway Park ersetzt wurde, bis dieser selbst der Abrissbirne zum Opfer fiel.
Das heutige Rathaus in 350 South Fifth Street ist ein Beispiel des Baustiles, der als Richardsonian Romanesque bekannt ist. Der Entwurf basiert auf Henry Hobson Richardsons Ausführung des Allegheny County Courthouse in Pittsburgh. Der Bau begann 1888 und wurde offiziell 1909 beendet. Die Baukosten betrugen 3.554.000 US-Dollar, was etwa 10 US-Dollar pro Kubikmeter umbauten Raum entspricht. 
Zum Zeitpunkt seiner Konstruktion stellte das Gebäude den Anspruch, das größte Uhren-Zifferblatt der Welt zu besitzen, dessen Durchmesser etwa 100 mm größer ist als dass von Big Ben in London. Der Uhrturm erreicht eine Höhe von 345 Fuß, etwa 105 m und war das höchste Bauwerk der Stadt, bis in den 1920er Jahren der Foshay Tower errichtet wurde. Ein 15-stimmiges Glockenspiel ertönt zur Mittagszeit während der Sommermonate und an öffentlichen Feiertagen. 

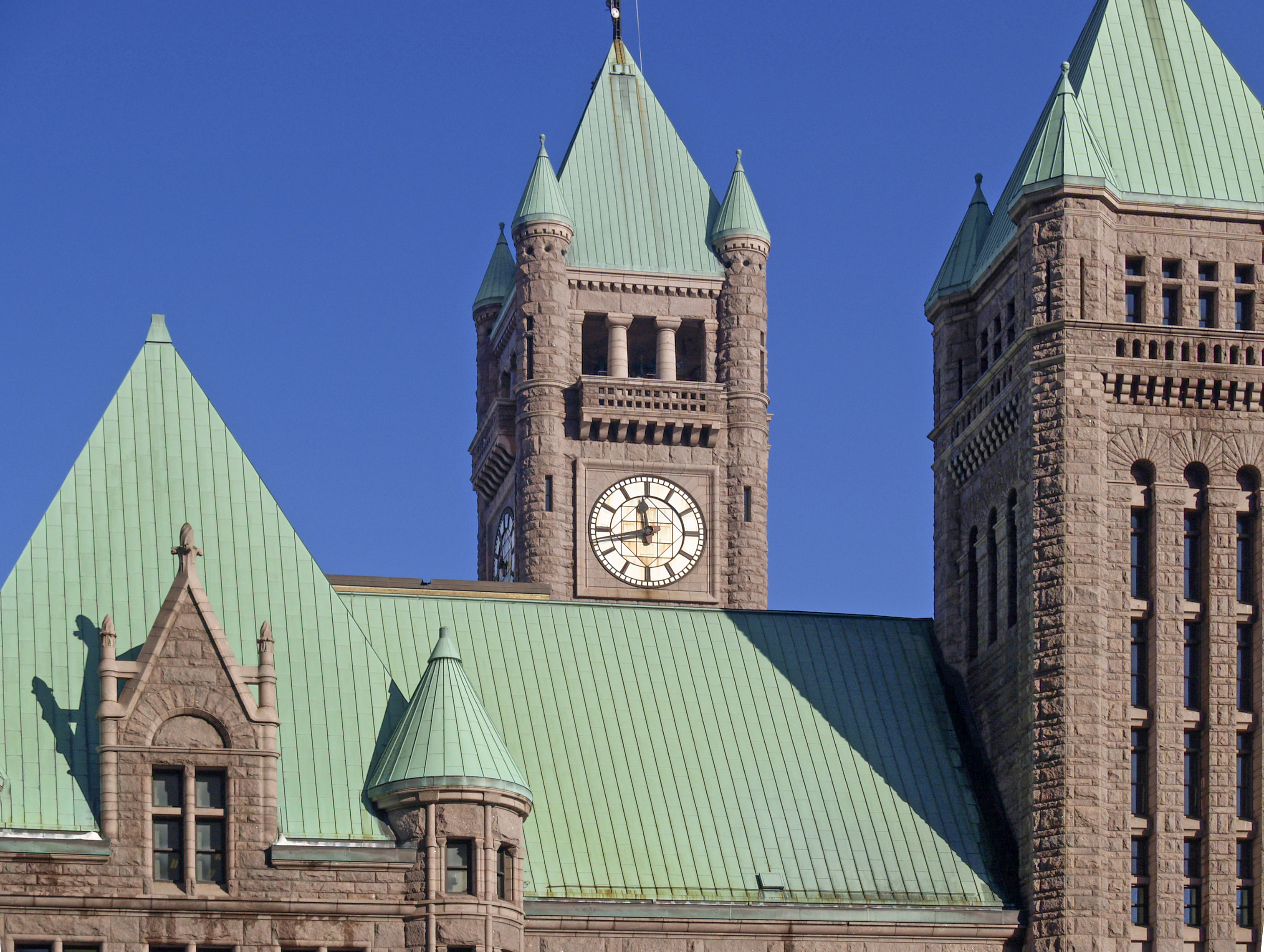
Das Gebäude mit dem derzeitigen Dach aus Kupfer

Das Gebäude besteht aus Granit, der in Ortonville gebrochen wurde, und viele der verwendeten Steine wiegen mehr als 20 Tonnen. Ursprünglich sollte der Granit nur für den Sockel verwendet werden, und in den oberen Stockwerken sollten Ziegelsteine zum Einsatz kommen. Der Öffentlichkeit gefiel jedoch das Aussehen des Sockels so gut, dass die Ausführung des gesamten Gebäudes auf diese Weise verlangt wurde. Diese Änderung ist vermutlich mit ein Grund, warum die ursprünglich auf 1,15 Millionen US-Dollar veranschlagten Baukosten derart deutlich überschritten wurden.  Ursprünglich hatte das Gebäude ein Dach aus Terracotta, dieses wurde aber mit der Zeit undicht. Deswegen wurde 1950 darüber ein Dach aus Kupfer installiert, dessen Gewicht 81.600 kg beträgt und das inzwischen die charakteristische grüne Patina angenommen hat.
Im Gegensatz zu den meisten anderen Gebäuden im Zentrum von Minneapolis ist das Rathaus mit den umliegenden Gebäuden nicht durch Skywalks verbunden, da ein solcher Versuch architektonisch zu einem Desaster geführt hätte, sondern es wurden Fußgängerunterführungen gebaut. An der Südseite befindet sich eine Haltestelle der Hiawathalinie der Stadtbahn.

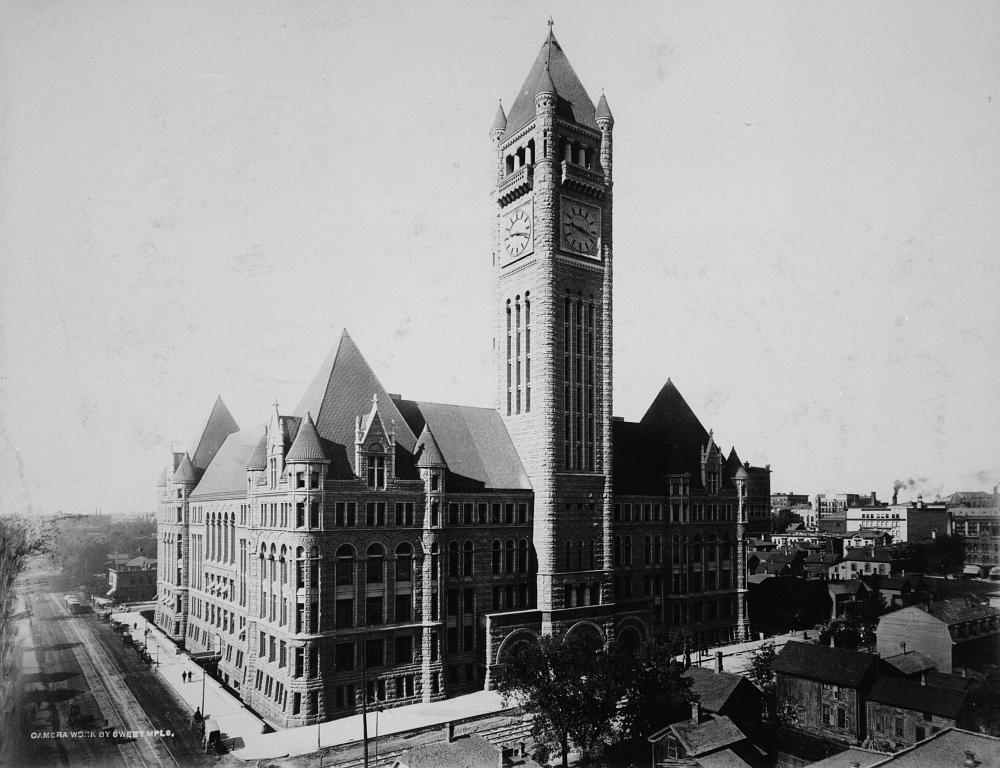
Rathaus von Minneapolis und Hennepin County Courthouse um 1900, Ansicht von Nordosten.

### Interieur

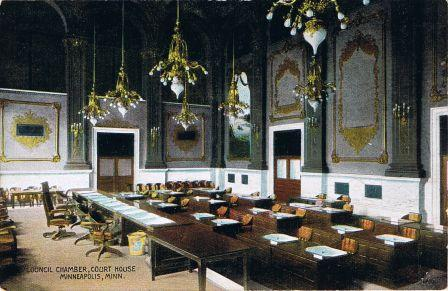
Sitzungsraum des Stadtrats um 1900.

Im Inneren des Gebäudes befindet sich eine große Rotunde mit einer Skulptur des amerikanischen Bildhauers Larkin Goldsmith Mead, der damals in Florenz lebte. Die Skulptur trägt den Namen „Father of Waters“ nach dem Fluss Mississippi River, der Minneapolis durchfließt. Der örtlichen Sage nach soll es Glück bringen, wenn man einen der Zehen berührt. Die Skulptur wurde 1906 fertiggestellt und in das Gebäude gebracht. Im Inneren wird teilweise Kalkstein aus Bedford, Indiana verwendet.
Im Laufe der Jahre wurden viele der größeren Räume des Gebäudes unterteilt, um mehr Büroraum zu gewinnen, und im Hof wurde gar ein Anbau errichtet. In den 1980er Jahren wurde allerdings damit begonnen, diese wieder in ihren ursprünglichen Zustand zu versetzen.